# ザ・ミュージックアワー
『ザ・ミュージックアワー』(The Music Hour) は、TBS系列で2010年4月20日から9月14日まで放送されていた音楽バラエティ番組。略称は「Mアワー」。ハイビジョン制作。ステレオ放送。

## 概要
1996年10月から2010年3月まで13年半の間放送されていた長寿番組『うたばん』の後番組であり、司会者を続投させる一方で、番組コンセプトを一新する形で放送が開始された番組だった。新番組ではなく、あくまでも『うたばん』の発展的後継番組であると局側が主張しているため、新聞などのテレビ欄に「新」の文字は付けられなかった。
地上アナログ放送では当初サイドカット（4:3画面サイズ）での放送となったが、同年7月5日から地上デジタル放送の完全移行まで1年余りとなったのを前提として、地上アナログ放送の全番組がレターボックス放送に移行するのに伴い、同年7月6日放送分からレターボックス放送となった。

### 開始当初（2010年5月以前）のコンセプト
- スタジオからの公開放送での生バンド[1]及びオープニングのダンサーの加入
- 各アーティストのトーク時間の短縮
- 音楽番組としての王道的な要素
- 新旧・邦楽・洋楽の各ジャンルを問わない番組構成
- これまで主構成だった秋元康を外し、よりTBSの意思が反映させられるスタッフを抜擢。なお、秋元は後番組「解禁!(秘)ストーリー 〜知られざる真実〜」にて復帰した。
- エンターテイメント性の強化（パフォーマーの出演など）

実際に生放送を行ったのは、2010年4月20日・27日、5月4日・18日の4回だった。
6月1日放送分以降より公開放送形式を維持しつつ『うたばん』と同様のトークバラエティ路線に回帰したため、バンド演奏が少なくなり、大きくコンセプトを変える番組になった。なお、同月29日放送分は日本が2010FIFAワールドカップの決勝ステージ進出に伴い緊急生放送となり、最終場面では加藤浩次とのトークを敢行した（但し、収録しての放送はこれまで通り行われた）。
当番組の視聴率は、前番組が末期で8%前後だったのに対して、当番組開始以来5%前後と大きく下がってしまい、内容をリニューアルするも好転しなかったため、2010年9月14日の3時間スペシャルをもって放送終了することが決まった。最終回では過去に出演した歌手やタレントを集め、『うたばん』時代を中心としたトークの総集編が放送され、視聴率は12.1%と、5か月の放送期間で唯一となる2桁を記録し（視聴率はビデオリサーチ関東地区。拡大スペシャルを含む）、『うたばん』から通算14年間の放送に終止符を打った。

## 出演者
MC
- 石橋貴明（とんねるず）
- 中居正広（当時SMAP）

演奏
- ザ・ミュージックアワー・バンド

ナレーション
- 市川展丈

## スタッフ
- ナレーション：市川展丈
- 構成：野村正浩、小原信治、樋口弘樹、加藤智久、いまぷくけんじ、若尾守重、美濃部達宏
- リサーチ：川上共子、播田ナオミ、矢島悦子、谷岡千江里
- タイトルディレクション：オムニバス・ジャパン
- CG：TEAビデオセンター
- テーマ作曲：コーニッシュ
- TM：中澤健
- TP：荒木健一
- TD：山下直
- VE：山田賢司
- カメラ：藤田栄治、井原公二、飯橋俊昭、中野真悟、廣田雅之、中島文章、江浦友樹、渡邉岳之、重地渉、鈴木博之
- 音声：森和哉、相馬敦、菅原正巳
- PA：宮坂修、吉田岳、井上忠紀
- 照明：原昇、加藤美和子、中川剛、木戸昭彦、鹿島雄司、岩崎ますみ、佐々木理衣、野田智貴、山田香織、半田圭、清水朝彦、中田学、宮澤朗
- 美術プロデューサー：中江大志
- 美術デザイナー：高松浩則、中川日向子
- 美術制作：長谷川隆之、塩川満樹
- 装置：鈴木匡人
- 操作：福田良二、小野寺浩、志村和広
- トラス：太田博、小沢あつし、矢野康之
- 電飾：山中宏朗、西田和正、住義仁、入江智喜、佐山直也
- 特殊装置：高橋出、石口俊晴
- アクリル装飾：青木剛
- 幕装飾：宮崎昭雄
- 装飾：篠原直樹
- 植木装飾：小林正和
- 生花装飾：儀同博子
- 衣裳：岩崎孝典
- 持道具：貞中照美
- 楽器：高井啓光、矢野幹夫、菊池伸江、小原健太朗
- 化粧：田中智子・清田恵子（アートメイク・トキ）
- 編集：浦辺啓、新井直樹、白澤淳、江川賢市、吉田俊夫、清水由子
- 音響効果：伊藤誠、新谷隆生、大内藤夫
- MA：青木有希
- TK：長谷川道子、常藤直子
- 編成：片山剛
- デスク：江畑亜矢子
- AD：安永洋平、竹村直、江口聡昭、瀧澤将太、氏家真希、佐藤優、八重垣諭、古賀輝彦、鈴木有紗、米重絵理
- AP：久松理絵、姫野慈子
- ディレクター：石黒光典、hanako、伊藤雄介、坂下勝己、黒川展寛／小野塚英明、伊藤秀人
- プロデューサー：古谷英一
- チーフプロデューサー：大木真太郎
- 技術協力：エヌ・エス・ティー、TAMCO、ラ・ルーチェ、東通、赤坂ビデオセンター、SiS、MTプランニング
- 制作協力：クラリシオン、ファルコン、ボトム
- 制作著作：TBS

中継スタッフ
- TD：八木真
- VE：小林陽二
- カメラ：品地貴之
- 音声：小沢義春
- 照明：鈴木英敬